# Aerangis carnea
Aerangis carnea é uma espécie de orquídea monopodial epífita, família Orchidaceae, que habita o sudoeste da Tanzânia e Malawi.